# Daniel Carriço
Daniel Filipe Martins Carriço (Cascais, 4 augustus 1988) is een Portugees voetballer die bij voorkeur als centrale verdediger speelt. Hij verruilde in februari 2020 Sevilla FC voor Wuhan Zall. Carriço debuteerde in 2015 in het Portugees voetbalelftal.

## Clubcarrière
Carriço speelde negen seizoenen in de jeugd bij Sporting CP. Tijdens het seizoen 2007/08 werd hij uitgeleend aan SC Olhanense en het Cypriotische AEL Limassol. In 2008 keerde hij terug bij Sporting. Hij debuteerde in de Primeira Liga op 26 oktober 2008 tegen Paços de Ferreira. Bij aanvang van het seizoen 2010/11 werd hij benoemd tot aanvoerder, als opvolger van de vertrokken João Moutinho. In zijn laatste seizoen bij Sporting werd hij vaak uitgespeeld als defensieve middenvelder. Op 31 december 2012 werd hij verkocht aan Reading. Op 12 januari 2013 debuteerde hij voor Reading tegen West Bromwich Albion.
Op 17 juli 2013 werd bekend dat Carriço gedurende het seizoen 2013/14 verhuurd werd aan Sevilla FC. Dat nam hem daarna definitief over. Hij won met Sevilla in zowel 2013/14, 2014/15 als 2015/16 de UEFA Europa League. De Spaanse club was daarmee de eerste in de geschiedenis die dit toernooi drie keer achter elkaar won. Carriço was een van zes spelers die in alle drie die jaren deel uitmaakte van de ploeg, samen met Vicente Iborra, Kévin Gameiro, José Antonio Reyes, Vitolo en Coke. Hij was de enige die alle drie de finales van begin tot eind speelde.
In februari 2020 maakte hij de overstap naar het Chinese Wuhan Zall.

## Clubstatistieken
| Seizoen | Club              | Land              | Competitie       | Competitie | Competitie | Beker | Beker | Internationaal | Internationaal | Totaal | Totaal |
| Seizoen | Club              | Land              | Competitie       | Wed.       | Dlp.       | Wed.  | Dlp.  | Wed.           | Dlp.           | Wed.   | Dlp.   |
| ------- | ----------------- | ----------------- | ---------------- | ---------- | ---------- | ----- | ----- | -------------- | -------------- | ------ | ------ |
| 2007/08 | Sporting Lissabon | Vlag van Portugal | Primeira Liga    | 0          | 0          | 0     | 0     | 0              | 0              | 0      | 0      |
| 2007/08 | → SC Olhanense    | Vlag van Portugal | Segunda Liga     | 8          | 0          | 0     | 0     | —              | —              | 8      | 0      |
| 2007/08 | → AEL Limassol    | Vlag van Cyprus   | A Divizion       | 14         | 0          | 0     | 0     | —              | —              | 14     | 0      |
| 2008/09 | Sporting Lissabon | Vlag van Portugal | Primeira Liga    | 22         | 0          | 4     | 0     | 2              | 0              | 28     | 0      |
| 2009/10 | Sporting Lissabon | Vlag van Portugal | Primeira Liga    | 25         | 1          | 7     | 1     | 12             | 0              | 44     | 2      |
| 2010/11 | Sporting Lissabon | Vlag van Portugal | Primeira Liga    | 24         | 0          | 6     | 0     | 9              | 1              | 39     | 1      |
| 2011/12 | Sporting Lissabon | Vlag van Portugal | Primeira Liga    | 19         | 1          | 7     | 0     | 13             | 1              | 39     | 2      |
| 2012/13 | Sporting Lissabon | Vlag van Portugal | Primeira Liga    | 1          | 0          | 0     | 0     | 2              | 0              | 3      | 0      |
| 2012/13 | Reading FC        | Vlag van Engeland | Premier League   | 3          | 0          | 0     | 0     | —              | —              | 3      | 0      |
| 2013/14 | → Sevilla FC      | Vlag van Spanje   | Primera División | 22         | 2          | 0     | 0     | 9              | 1              | 31     | 3      |
| 2014/15 | Sevilla FC        | Vlag van Spanje   | Primera División | 28         | 1          | 2     | 0     | 15             | 1              | 45     | 2      |
| 2015/16 | Sevilla FC        | Vlag van Spanje   | Primera División | 14         | 1          | 5     | 0     | 6              | 0              | 25     | 1      |
| 2016/17 | Sevilla FC        | Vlag van Spanje   | Primera División | 6          | 0          | 1     | 0     | 3              | 0              | 10     | 0      |
| 2017/18 | Sevilla FC        | Vlag van Spanje   | Primera División | 6          | 0          | 0     | 0     | 0              | 0              | '6     | 0      |
| 2018/19 | Sevilla FC        | Vlag van Spanje   | Primera División | 15         | 1          | 3     | 0     | 10             | 0              | 28     | 1      |
| Totaal  | Totaal            | Totaal            | Totaal           | 207        | 7          | 35    | 1     | 81             | 4              | 323    | 12     |

## Interlandcarrière
Carriço debuteerde in 2008 voor Portugal -21, waarvoor hij 16 interlands speelde.

## Erelijst
| Competitie                    |             |                           |             |             |
| Competitie                    | Aantal      | Jaren                     |             |             |
| Sporting CP                   | Sporting CP | Sporting CP               | Sporting CP | Sporting CP |
| ----------------------------- | ----------- | ------------------------- | ----------- | ----------- |
| Supertaça Cândido de Oliveira | 1x          | 2008                      |             |             |
| Sevilla                       |             |                           |             |             |
| UEFA Europa League            | 3x          | 2013/14, 2014/15, 2015/16 |             |             |